# Miguelisme
Le miguelisme (du nom de Michel Ier de Portugal, Miguel I de Portugal en langue portugaise) est un mouvement politique légitimiste et absolutiste apparu au Portugal dans les années 1820-1830.
En 1828, l'infant Michel, fiancé de la reine Marie II et futur roi-consort de Portugal, se proclame roi de Portugal à la place de sa souveraine, par un coup d'État, sous le nom de Michel Ier. Cette sédition dynastique précipite le royaume dans une guerre civile, dite « la guerre civile portugaise » ou « la guerre libérale ».
En 1834, les troupes du roi Michel Ier, dit « l'Usurpateur » (o Usurpador), sont définitivement vaincues par celles du général Saldanha, à la tête des troupes restées fidèles à la reine renversée Marie II. Par les accords d'Evora-Monte, Michel Ier renonce définitivement à tous ses droits sur la couronne du Portugal (que fixera – par l'article 98 – la Constitution portugaise de 1838) et prend le chemin de l'exil, forcé par le traité international de la Quadruple-Alliance.
La fin du conflit consomme la déchirure entre les deux branches de la maison de Bragance, celle du roi Pierre IV et de son frère cadet le roi Michel Ier, et acte la déchéance de nationalité portugaise et la privation des droits de succession des descendants de Michel Ier sur le trône du Portugal.
De nature conservatrice et autoritaire — et fortement opposé au libéralisme naissant que défendent les partisans de Marie II et de ses successeurs —, le miguelisme se maintient après l'abdication de Michel Ier, via les cercles d'opposition, et entraîne plusieurs soulèvements au Portugal au XIXe siècle.

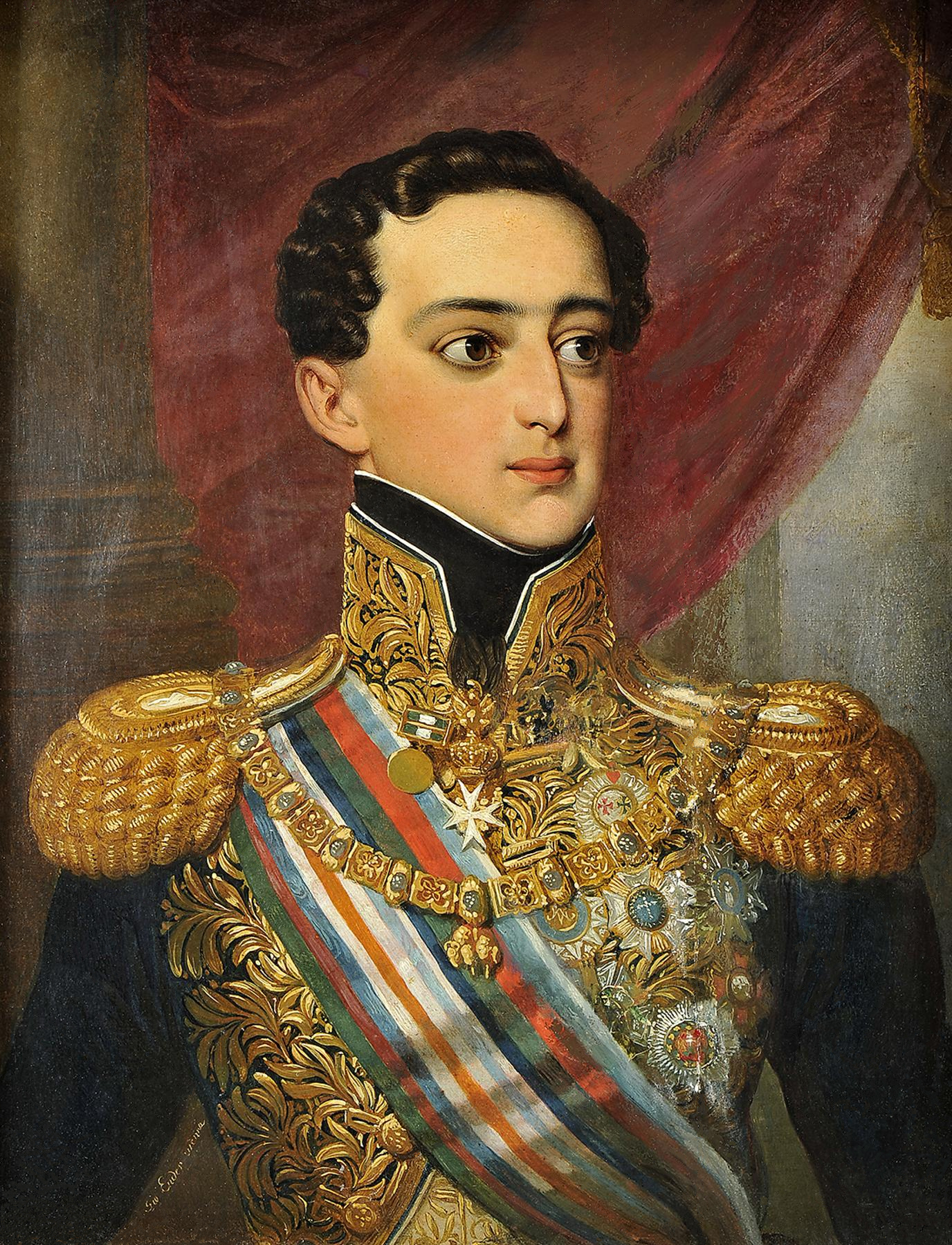
Michel Ier de Portugal, par Johann Ender en 1827 (Palais de Queluz)

Bien que le miguelisme portugais soit comparable, dans une certaine mesure, au carlisme espagnol et au légitimisme français, les miguelistes ne se réclamaient pas de la loi salique. De plus, la branche de Michel Ier n'était pas l'aînée de la maison de Bragance, elle ne le deviendra qu'en 1891, à la mort du dernier empereur du Brésil, fils du roi Pierre IV de Portugal, bien que ce soient les descendants cognatiques — les Saxe-Cobourg-Bragance — de Pierre IV qui règnent au Portugal à partir de 1853 et jusqu'à l'abolition de la monarchie portugaise en 1910.

## La question dynastique depuis 1932
À la mort sans descendance du roi déchu Manuel II de Portugal en 1932 (son héritier le plus proche étant un jésuite allemand, le prince Georges de Saxe, petit-fils de l'infante Marie-Anne, grand-tante de Manuel II, mais non dynaste du point de vue de la Constitution du Portugal — car la Couronne ne peut échoir qu'à un Portugais —, le prince Georges étant citoyen allemand), un petit-fils de Michel Ier, Édouard Nuno de Bragance (prétendant migueliste au trône de Portugal depuis 1920, mais qui ne dispose pas du privilège de la nationalité portugaise — il est toujours banni du Portugal —, et ayant seulement la nationalité autrichienne), se revendique comme le successeur du défunt roi, en tant que membre légitime de la maison de Bragance, et se rallie une partie des monarchistes portugais, dans un contexte politique où le Portugal est désormais une république. Les pourparlers entre les deux branches de l'ancienne famille royale (la maison libérale de Saxe-Cobourg-Bragance et la maison conservatrice de Bragance), dans les années 1910-1920 (ayant abouti en 1922 au pacte de Paris, mais non ratifié), n'ayant cependant pas pu entériner la reconnaissance d'Édouard Nuno de Bragance par Manuel II, laissent finalement le choix aux Cortes de la Nation portugaise qui s'en tiennent simplement à la confirmation de l'abolition de la monarchie.
La question dynastique portugaise a continué à diviser les royalistes portugais, et ce ne fut pas un descendant allemand de l'infante Marie-Anne de Portugal (1843-1884) ou de l'infante Antónia (toutes deux filles de la reine Marie II) qui trancha la question en faisant valoir ses propres droits (dont la condition première aurait été le renoncement à la nationalité allemande et l'obtention incertaine de la nationalité portugaise), mais une supposée fille adultérine du roi Charles Ier : Maria Pia de Saxe-Cobourg Bragance (1907-1995). 
De son côté, la branche aînée des Bragance (dont les membres vivent aux États-Unis), descendante de Miguel de Bragança (1878-1923) (le frère aîné d'Édouard), n'a émis aucune revendication dynastique, ayant préalablement renoncé à ses droits en 1920 et adopté la nationalité américaine. 
En revanche, le duc de Loulé, dom Pedro Folque de Mendoça (né en 1958), descendant de l'infante Anne de Jésus Marie, fille du roi Jean VI, assume depuis 2008 sa position dynastique et se présente comme le chef de la maison royale de Portugal (sous le nom de Pedro VI : Pierre VI) et acteur politique avec le soutien du Parti populaire monarchiste, dans le prolongement des idées constitutionnelles et libérales de la monarchie portugaise à son abolition.

## Prétendants Miguelistes au trône
| Prétendant                                                                                  | Portrait | Naissance | Mariages | Décès                                         |
| ------------------------------------------------------------------------------------------- | -------- | --- | --- | --------------------------------------------- |
| Michel Ier de Portugal 1834–1866                                                            |          | 26 octobre 1802, Lisbonne fils de Jean VI de Portugal et de Charlotte-Joachime d'Espagne                               | Adélaïde de Löwenstein-Wertheim-Rosenberg 24 septembre 1851 (7 enfants)                                                           | 14 novembre 1866 Esselbach à l'âge de 64 ans  |
| Michel Janvier de Bragance 1866–1920                                                        |          | 19 septembre 1853, Kleinheubach fils de Michel Ier de Portugal et d'Adélaïde de Löwenstein-Wertheim-Rosenberg          | Élisabeth de Tour et Taxis 17 octobre 1877 (3 enfants) Marie-Thérèse de Löwenstein-Wertheim-Rosenberg 8 novembre 1893 (8 enfants) | 11 octobre 1927 Seebenstein à l'âge de 74 ans |
| Édouard Nuno de Bragance 1920-1932 (prétendant migueliste) 1932-1976 (prétendant royaliste) |          | 23 septembre 1907, Seebenstein fils de Michel Janvier de Bragance et de Marie-Thérèse de Löwenstein-Wertheim-Rosenberg | Françoise d'Orléans-Bragance 15 octobre 1942 (3 enfants)                                                                          | 24 décembre 1976 Lagoa à l'âge de 69 ans      |
| Duarte de Bragança 1976-présent                                                             |          | 15 mai 1945, Berne fils d'Édouard Nuno de Bragance et de Françoise d'Orléans-Bragance                                  | Isabel de Herédia 13 mai 1995 (3 enfants)                                                                                         |                                               |